# Frauenfeld (district)
Het district Frauenfeld is een district in het kanton Thurgau. Het district heeft een oppervlakte van 279,6 km² en heeft 60.936 inwoners (eind 2009). De hoofdplaats is Frauenfeld.
Tot het district behoren de volgende gemeenten:
| Gemeentenaam            | Inwoners (31-12-2004) | Oppervlakte (km²) |
| ----------------------- | --------------------- | ----------------- |
| Basadingen-Schlattingen | 1653                  | 15,7              |
| Berlingen               | 777                   | 4,0               |
| Diessenhofen            | 3167                  | 10,0              |
| Eschenz                 | 1532                  | 12,0              |
| Felben-Wellhausen       | 2261                  | 7,3               |
| Frauenfeld              | 21.965                | 27,4              |
| Gachnang                | 3233                  | 9,7               |
| Herdern                 | 919                   | 13,7              |
| Homburg                 | 1431                  | 24,1              |
| Hüttlingen              | 841                   | 11,6              |
| Hüttwilen               | 1378                  | 17,6              |
| Mammern                 | 551                   | 5,5               |
| Matzingen               | 2397                  | 7,7               |
| Müllheim                | 2493                  | 8,7               |
| Neunforn                | 941                   | 11,4              |
| Pfyn                    | 1845                  | 13,0              |
| Schlatt (TG)            | 1561                  | 15,5              |
| Steckborn               | 3371                  | 8,8               |
| Stettfurt               | 1033                  | 6,4               |
| Thundorf                | 1244                  | 15,6              |
| Uesslingen-Buch         | 1058                  | 14,0              |
| Wagenhausen             | 1579                  | 11,2              |
| Warth-Weiningen         | 1205                  | 8,3               |

Arbon · Frauenfeld · Kreuzlingen · Münchwilen · Weinfelden